# Tezoatlán de Segura y Luna
Tezoatlán de Segura y Luna (officiellt Heroica Villa Tezoatlán de Segura y Luna, Cuna de la Independencia de Oaxaca) är en kommun i Mexiko.   Den ligger i delstaten Oaxaca, i den sydöstra delen av landet, 240 km sydost om huvudstaden Mexico City.
Följande samhällen finns i Heroica Villa Tezoatlán de Segura y Luna:
- Yucuñuti de Benito Juárez
- San Andrés Yutatío
- Santa María Tindú
- Guadalupe de Cisneros
- Cuesta Blanca
- Santa Cruz Numá
- San Vicente del Palmar
- Juquila de León
- Barrio Independencia
- Santa Catarina Yutandú
- Rancho Juárez